# Литмерк
Литмерк (на словенски: Litmerk) е село в Словения, Подравски регион, община Ормож. Според Националната статистическа служба на Република Словения през 2015 г. селото има 165 жители.